# Píďalka jalovcová
Píďalka jalovcová (Thera juniperata) je druh motýla z čeledi píďalkovití (Geometridae), podčeledi Larentiinae. Vyskytuje se na většině území Evropy s výjimkou některých částí Balkánu. Larvy tohoto druhu se specializují na žír jalovců.

## Popis
Dospělci dosahují rozpětí křídel 20–25 mm. Přední křídla mají šedou až šedobílou základní barvu s nápadnými hnědými až hnědočervenými příčnými pruhy. Na křídlech se nachází řada tmavých a světlých čar a skvrn, které slouží k maskování. Zadní křídla jsou světle šedá.
Housenky jsou zelené, s bledšími podélnými pruhy a žlutavým nádechem po stranách. Dorůstají délky až 21 mm.

## Výskyt
Píďalka jalovcová obývá různé biotopy od nížin až po horské oblasti, kde se vyskytují jalovce (Juniperus spp.). Preferuje otevřené krajiny, jako jsou okraje lesů, vřesoviště nebo suché stráně. Často se vyskytuje i v zahradách, kde je jalovec pěstován jako okrasná dřevina.

## Rozšíření
Druh je rozšířen na většině území Evropy, zasahuje až do severní Skandinávie a východního Ruska. Chybí na většině Balkánu a některých ostrovech Středomoří.

## Ekologie a životní cyklus
Píďalka jalovcová má jednu generaci ročně. Motýli létají od září do listopadu. Jsou aktivní v noci a často přilétají k umělému světlu.
Samice klade vajíčka na větve jalovců, především na jalovec obecný (Juniperus communis). Larvy se živí jehličím jalovců a při přemnožení mohou způsobit odumření keřů. Housenky přezimují a na jaře se zakuklí v řídkém kokonu v opadaném jehličí nebo jiném rostlinném materiálu.

## Ochrana a význam
Druh není ohrožený a v Evropě je místy hojný. Přesto jeho populace může lokálně ubývat v důsledku ničení stanovišť, především kácení jalovců a zarůstání vřesovišť.